# Zwiebelringe

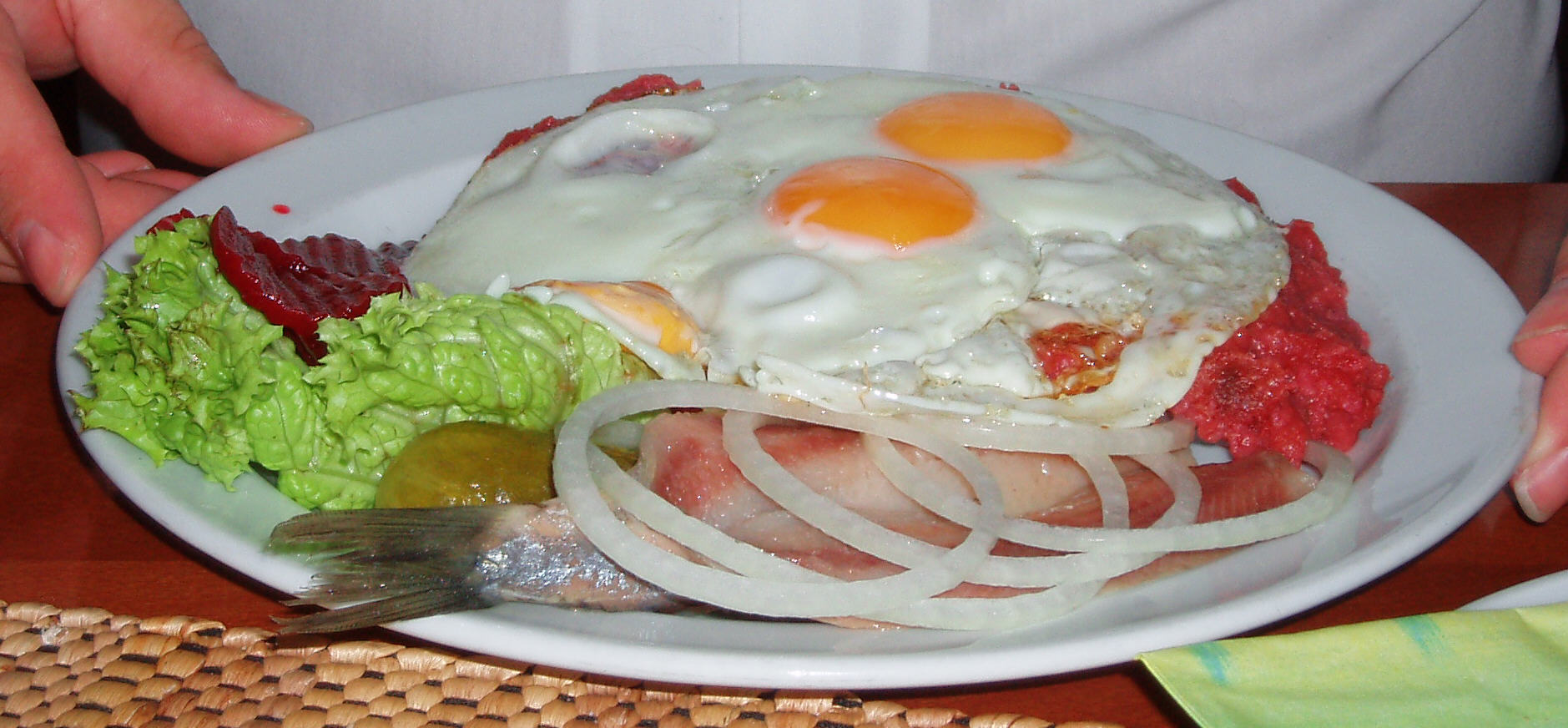
Labskaus mit Spiegeleiern und Zwiebelringen

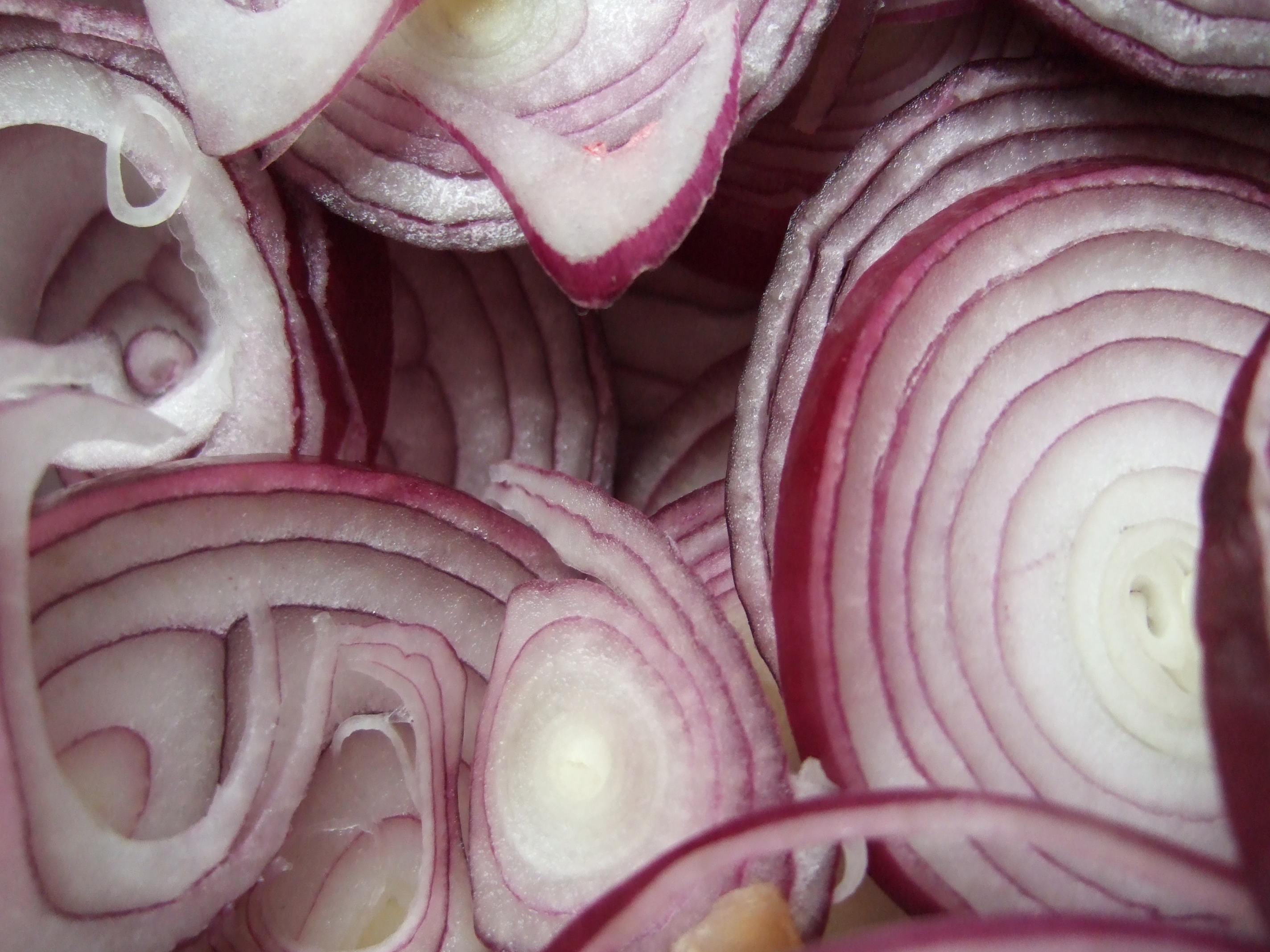
Zwiebelringe von roten Zwiebeln

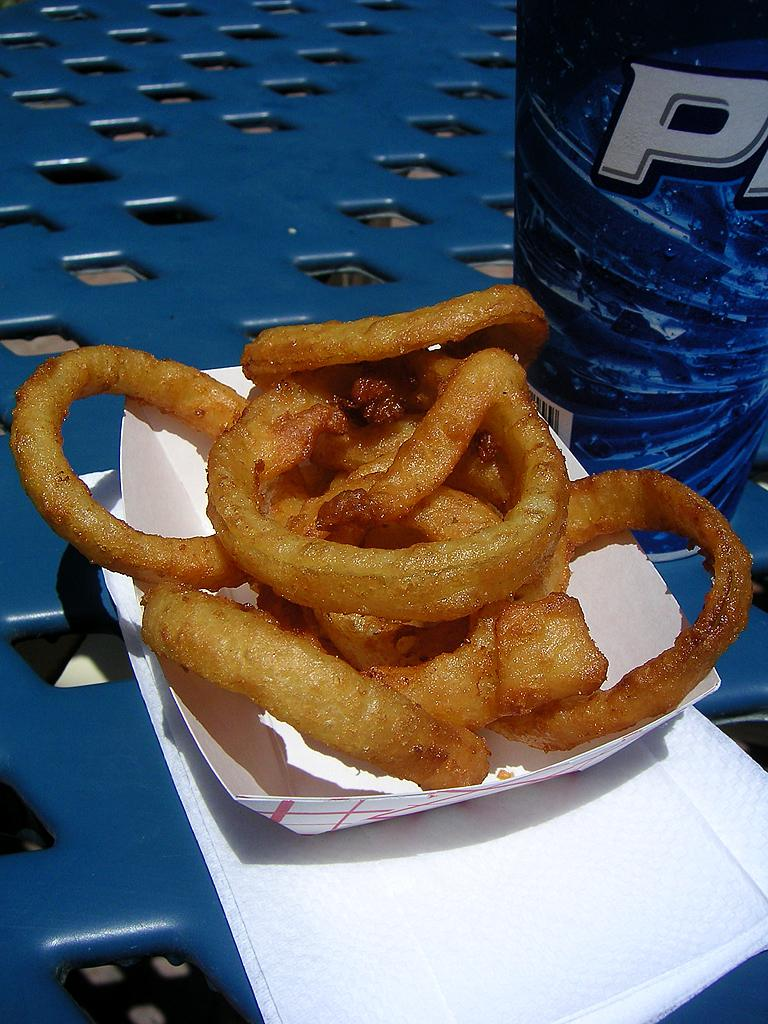
Die US-Variante: Fried Onion Rings

Zwiebelringe sind ringförmige Zwiebelbestandteile, die aus quer zur Wuchsrichtung in Scheiben geschnittenen Zwiebeln gefertigt werden, deren konzentrische Schalen auf leichten Druck leicht ringförmig auseinanderfallen. Sie werden roh, gedünstet oder gebraten vielseitig in der Küche verwendet, z. B. für Marinaden, Zwiebelrostbraten und gebratene Leber.
Als eigenes Gericht werden Zwiebelringe vor allem in der US-amerikanischen Küche zubereitet. Gebackene Zwiebelringe (Fried Onion Rings) werden zuerst in Milch und Mehl oder in einem Backteig gewendet, anschließend frittiert und mit einem Dip als Vorspeise oder als Beilage, besonders zu Steaks und Gegrilltem, serviert. 
In Anlehnung an diese gebackenen Zwiebelringe wird seit den 1950er-Jahren – zuerst in den USA – auch ein Snack unter an „Onion Rings“ oder „Zwiebelringe“ erinnernde Namen angeboten, der im Wesentlichen aus Maisgrieß, Pflanzenöl, Salz und Zwiebelpulver besteht. Hergestellt wird er wie Erdnussflips mit einem Extruder, ist aber dünner und als Ring geformt, so dass er äußerlich an gebackene Zwiebelringe erinnert.